# 龙楼阁：无情都市
《龙楼阁：无情都市》（：／）是一部2020年上映的韩国电影。

## 剧情简介
尽管“龙楼阁”看上去只是一家普通的中餐馆，但实则是为穷人进行“代理复仇”的问题解决者的聚所。有五名成员，哲敏、智惠、承镇、永泰和郭会长，他们都因不同的原因聚集在那里。秘密组织“龙楼阁”从神秘的情报机构接收情报，调查法律无法侦破的案件，努力实现正义。某天，某大公司董事长的儿子遭遇了一起暴力事件，导致一人死亡。而肇事者竟是龙楼阁成员的熟人，案件也开始浮出水面。